# 布尔加内斯德瓦尔韦尔德
布尔加内斯德瓦尔韦尔德，是西班牙卡斯蒂利亚-莱昂萨莫拉省的一个市镇。 总面积33平方公里，总人口867人（2015年），人口密度21人/平方公里。